# Keeps Gettin' Better: A Decade of Hits
Albums de Christina Aguilera
Back to Basics
(2006) Bionic
(2010)
Singles
1. Keeps Gettin' Better
Sortie : 22 septembre 2008

Keeps Gettin' Better: A Decade of Hits est le premier best-of de Christina Aguilera. Il est sorti aux États-Unis le 11 novembre 2008 seulement dans les magasins Target et le 10 novembre 2008 en Europe (globalement).
Cet album est constitué de tous les plus grands hits des albums studio de Christina Aguilera; Christina Aguilera (1999), Mi Reflejo (2000) (pour les pays latins), Stripped (2002) et Back to Basics (2006) ainsi que deux titres inédits intitulés Dynamite et Keeps Gettin' Better, ce dernier étant le premier single et deux réenregistrements plus "futuristes" de ses tubes Genie In A Bottle (devenu Genie 2.0) et Beautiful (devenu You Are What You Are (Beautiful)). 
Certains des singles qui sont sortis au cours de la carrière d'Aguilera n'ont pas été inclus sur le best-of; il s'agit de Can't Hold Us Down, The Voice Within, ou encore Oh Mother. Les singles de B.O "Reflexion" et "Car Wash" sont également absentes. L'édition espagnol et latine bénéficie en plus des 16 Hits présents sur la version internationale, de "Ven Conmigo", Falsas Esperanzas et les éditions anglaise et japonaise bénéficie de The Voice Within. Les ventes sont estimées à ce jour à 1.2 million d'exemplaires.

## Titres
| No  | Titre                                                      | Durée |
| --- | ---------------------------------------------------------- | ----- |
| 1.  | Genie In A Bottle                                          |       |
| 2.  | What a Girl Wants                                          |       |
| 3.  | I Turn To You                                              |       |
| 4.  | Come On Over Baby (All I Want Is You) (Radio Version)      |       |
| 5.  | Nobody Wants To Be Lonely (With Ricky Martin)              |       |
| 6.  | Lady Marmalade (With Lil'Kim, Mya & note6=chanteuse)\|P!nk |       |
| 7.  | Dirrty Featuring Redman                                    |       |
| 8.  | Fighter                                                    |       |
| 9.  | Beautiful                                                  |       |
| 10. | Ain't No Other Man                                         |       |
| 11. | Candyman                                                   |       |
| 12. | Hurt                                                       |       |
| 13. | Genie 2.0                                                  |       |
| 14. | Keeps Gettin' Better                                       |       |
| 15. | Dynamite                                                   |       |
| 16. | You Are What You Are (Beautiful)                           |       |

### Deluxe Edition (DVD Bonus)
| No  | Titre                                             | Durée |
| --- | ------------------------------------------------- | ----- |
| 1.  | Genie In A Bottle (Videoclip)                     |       |
| 2.  | What A Girl Wants (Videoclip)                     |       |
| 3.  | I Turn To You (Videoclip)                         |       |
| 4.  | Come On Over Baby (All I Want Is You) (Videoclip) |       |
| 5.  | Dirrty Featuring Redman (Videoclip)               |       |
| 6.  | Fighter (Videoclip)                               |       |
| 7.  | Beautiful (Videoclip)                             |       |
| 8.  | Ain't No Other Man (Videoclip)                    |       |
| 9.  | Candyman (Videoclip)                              |       |
| 10. | Hurt (Videoclip)                                  |       |

## Les Inédits
Dans cet album on compte 4 nouveaux inédits de Christina Aguilera:
- Genie 2.0 : Réenregistrement du tube Genie In A Bottle dans un style plus électro et épuré vocalement.
- Keeps Gettin' Better : Titre clé et le premier single du best-of, cette chanson a été coécrite avec Linda Perry.
- Dynamite : Un titre electro-pop enregistré pour l'album qui est sorti en tant que second single.
- You Are What You Are (Beautiful) : Une nouvelle version du très connu Beautiful.